# Ернст фон Бібра
Ернст фон Бібра (нім. Ernst Freiherr von Bibra; 9 червня 1806, Швебгайм, Баварія — 5 червня 1878, Нюрнберг) — німецький мандрівник, вчений-природознавець, письменник.

## Короткий життєпис

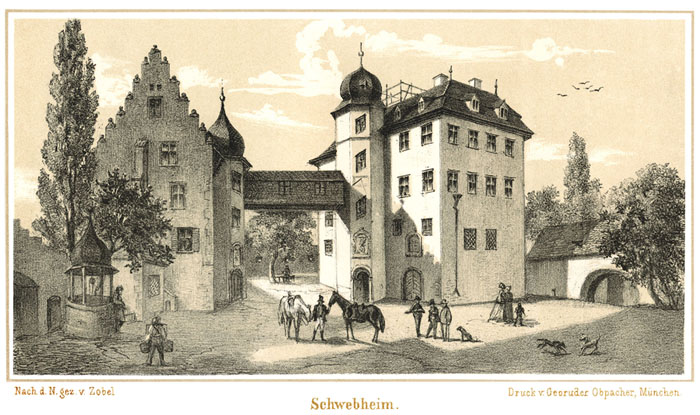
Замок Швебгайм, 1870

Батько Ернста, Фердинанд Йоганн фон Бібра (Ferdinand Johann von Bibra, 1756—1807) воював під командуванням генерала Рошамбо в американської війни за незалежність на боці колоністів. Пізніше він одружився з дочкою свого брата Лукрецією Вільгельміною Кароліною фон Бібра (Lucretia Wilhelmine Caroline von Bibra, 1778. — 1857). Батьки Ернста рано померли, тому барон Крістоф Франц фон Гуттен (пом. 1830) виховав Ернста у Вюрцбурзі. У дев'ятнадцять років він закінчив школу-інтернату в Нойбергу на Дунаї. Барон Ернст фон Бібра почав вивчати право у Вюрцбурзі, але незабаром перейшов на природничі науки, особливо наполегливо вивчав хімію. В студентські був великим забіякою, на його рахунку було 49 поєдинків, але такий характер не завадив молодому вченому досягти успіху в науці. Його роботи з біохімії публікувалися до недавніх часів. З 1842 року почав свою літературну діяльність, публікуючи науково-популярні роботи. У 1850 р. від відправився у великі мандри, спочатку до Бразилії, потім до Чилі, які обїздив уздовж і впоперек. Суходолом він обугнув мис Горн. Після повернення з Південної Америки Ернст фон Бібра оселився в Нюрнберзі. Тут він зробив кілька виставок своїх етнографічних та історико-природничих збірок, опублікував результати своїх наукових досліджень з різних галузей, про що добре свідчить тематика його публікацій. Однак, починаючи з 1862 р., Ернст фон Бібра переключився виключно на писання художніх творів, ставши дуже плідним автором.
Помер у Нюрнберзі. 5 червня 1878

## Твори
- LXXVI. Analyse des Basaltes von Großwallstadt bei Aschaffenburg.- Journal für praktische Chemie 14. Band Jahrgang 1838 2. Band, S. 413—418, ohne Abb., Tab., Verlag von Johann Ambrosius Barth Leipzig, 1838 — «Аналіз базальтів з Гроссвальстадту біля Ашаффенбурга»
- LXXVII. Analyse des bunten Sandsteins von Großwallstadt.- Journal für praktische Chemie 14. Band Jahrgang 1838 2. Band, S. 419—420, ohne Abb., Tab., Verlag von Johann Ambrosius Barth Leipzig, 1838 — «Аналіз пістрявих пісковиків з Гроссвальстадту»
- Chemische Untersuchungen verschiedener Eiterarten: und einiger anderer krankhafter Substanzen.. Berlin, Albert Förstner 1842 (c. 2003 Elibron Classics) «Хімічниі дослідження різних видів гною: і такох деяких інших субстанців, збуджуючих хвороби».
- Chemische Untersuchungen über die Knochen und Zähne des Menschen und der Wirbeltiere. Schweinfurt, 1844 (2003 Elibron Classics) — «Хімічні дослідження кісток і зубів людини і хребетних»
- Hülfstabellen zur Erkennung zoochemischer Substanzen. Ferdinard Enke, Erlangen, Druck von E. Th. Jacob 1846. — «Допоміжні таблиці для розпізнавання зоохімічних субстанцій»
- Untersuchungen über die Krankheiten der Arbeiter in den Phosphorzündholzfabriken. Erlangen 1847 — «Дослідження захворювань робітників фосфорно-сірникової фабрики».
- Die Ergebnisse der Versuche über die Wirkung des Schwefeläthers. Erlangen, Emil Harleß|Emil Harless, Ernst von Bibra 1847 — «Результати дослідів дії сіркового ефіру».
- Die Wirkung des Schwefeläthers in chemischer und physiologischer Beziehung. Emil Harless, Ernst von Bibra — «Дія сіркового ефіру у хімічному і фізіологічному відношеннях».
- Chemische Fragmente über die Leber und die Galle. Braunschweig 1849 — «Хімічні фрагменти через печінку і жовчний міхур»
- Untersuchung von Seewasser des Stillen Meeres und des Atlantischen Ozeans (Liebig-Woehlers), Annalen der Chemie und Pharmazie, Band 77 (1851) — «Дослідження морської води Тихого і Атлантичного океанів»
- Beiträge zur Naturgeschichte von Chile, Wiener Denkschriften, Mathem.-Naturw. Klasse, 1853, II — «Причинки до природничої історії Чилі».
- Reisen in Südamerika. 2 Bände, Mannheim 1854 «Мандри у Південну Америку»
- Vergleichende Untersuchungen über das Gehirn des Menschen und der Wirbeltiere. Verlag von Basserman & Mathy, Mannheim 1854 — «Порівнялні дослідження мозку людини і хребетних».
- Die Narkotischen Genussmittel und der Mensch. Nürnberg, Verlag von Wilhelm Schmid, 1855 /Leipzig, Wiesbaden 1983 / English Plant Intoxicants: A Classic Text on the Use of Mind-Altering Plants ISBN 0-89281-498-5 Healing Arts Press, Rochester, Vermont 1995 — «Наркотичні речовини і людина»
- Der Kaffee und seine Surrogate. Sitzungsberichte der Akademie der Wissenschaften in München 1858 — "Кава та її суррогати!
- Die Getreidearten und das Brot. Nürnberg 1860, 1861 — «Види збіжжя і хліб»
- Erinnerungen aus Südamerika. 3 Bände, Leipzig 1861 — «Спогади з Південної Америки»
- Die Schmuggler von Valparaiso. Aus den Südamerikanischen Erinnerungen des Ernst, Freiherrn v. Bibra. S. 2–20 No. 79 Deutsche Jugendhefte, Druck und Verlag der Buchhandlung Ludwig Auer Pädagogische Stiftung Cassianeum in Donauwörth, c. 1920 — «Шайхрай з Вальпараісо»
- Die Schmugglerhöhle. Aus den Südamerikanischen Erinnerungen des Ernst, Freiherrn v. Bibra. S. 20–26 No. 79 Deutsche Jugendhefte, Druck und Verlag der Buchhandlung Ludwig Auer Pädagogische Stiftung Cassianeum in Donauwörth, c. 1920 — «Печера шахраїв». «З південноамериканських спогадів Ернста Фрайгера ф. Бібра»
- Aus Chile, Peru und Brasilien. 3 Bände, Leipzig 1862 — «З Чилі, Перу і Бразилії».
- Die Bronzen und Kupferlegierungen der alten und ältesten Völker, mit Rücksichtnahme auf jene der Neuzeit. Verlag von Ferdinand Enke, Erlangen 1869. — «Бронза і мідні сплави давніх і найдавніших народів з точки зору на них нового часу»
- Über einen merkwürdigen Blitzschlag, Gaea, Bd. 5, 1869. — «Про дивний удар блискавки».
- Über den Blitz, Gaea, Bd. 6, 1870. — «Про блискавку».
- Über alte Eisen- und Silberfunde. Nürnberg, Richter & Kappler 1873 (2003 Elibron Classics) — «Про старі знахідки заліза і срібла».
- Über die Gewinnung des Silbers aus Cyansilberlösungen, und über die Reduction von Clorsilber. — Barth 1876 — «Про добування срібла з цианісто-срібного розчину і про редукція хлорного срібла»

### Деякі літературні твори
- Ein edles Frauenherz. 1866, 2nd Ed., Jena 1869 (2003 Elibron Classics, 3 Bände) — «Шляхетне жіноче среце»
- Die Schatzgräber. Bände Jena: Costenoble, 1867 — «Шукач скарбів»
- Abenteuer eines jungen Peruaners in Deutschland. Jena 1870 — «Пригоди молодого перуанця в Німеччині»
- Die Kinder des Gauners. Nürnberg 1872 «Діти шахрая»
- Wackere Frauen. Jena 1876 — «Добропорядні жінки»
- Die neun Stationen des Herrn v. Scherenberg. Jena 1880 — «Дев'ять станцій пан Шеренберга».